# Jackson Heights (gruppo musicale)
I Jackson Heights sono stati un gruppo musicale fondato nel 1970 dal bassista e cantante inglese Keith "Lee" Jackson e attivo fino al 1973.

## Storia del gruppo
Nel 1970, all'indomani dello scioglimento del gruppo The Nice di cui era stato cofondatore e membro stabile, Lee Jackson avviò un nuovo progetto musicale insieme a due vecchie conoscenze, come lui originarie di Newcastle upon Tyne: il polistrumentista Charlie Harcourt e il batterista Tommy Slone, ai quali si aggiunse un bassista/chitarrista di origine messicana, Mario Enrique Covarrubias Tapia.
Al gruppo s'interessò subito Tony Stratton-Smith, fondatore e capo della Charisma e in precedenza manager dei Nice, il quale ideò anche il nome Jackson Heights, un calembour tra l'omonimo quartiere di New York e il cognome del bandleader. Presso gli studi IBC e Advision di Londra, la band incise l'album King Progress, prodotto dallo stesso Jackson e pubblicato il 18 settembre 1970, ma a alla luce dello scarso successo di vendite i quattro subito dopo andarono ognuno per la propria strada.
Jackson rifondò allora il gruppo da capo, mantenendone il nome, con una formazione a tre comprendente il tastierista Brian Chatton – ex membro di The Warriors e Flaming Youth – e il chitarrista John McBurnie, entrambi anche cantanti e autori. Nel 1972 il trio firmò per la Vertigo e pubblicò l'album The Fifth Avenue Bus, cui lo stesso anno seguì Ragamuffins Fool; su entrambi i dischi, i tre si avvalsero di vari turnisti – tra cui il batterista Michael Giles, già cofondatore dei King Crimson – ma dal vivo si esibirono sempre senza batteria, con Jackson occasionalmente impegnato alle congas: tale scelta – assieme alla prevalenza di strumenti acustici – costituì un limite, specie nei concerti all'aperto dove, coi mezzi tecnici dell'epoca, il pubblico riusciva a malapena a udirli. Le classifiche di vendita rimanevano intanto fuori portata.
Al 1973 risale il quarto e ultimo album del gruppo: Bump 'n' Grind, caratterizzato da un sound più ricco ed elettrico rispetto ai lavori precedenti, grazie alla partecipazione di un'orchestra d'archi su alcuni brani e di numerosi altri ospiti, tra cui nuovamente Giles, Ian Wallace e Keith Emerson, quest'ultimo con il solo compito di programmare – senza suonarlo – il proprio sintetizzatore Moog, da lui prestato alla band per l'occasione. Malgrado l'intento di attirare un pubblico più vasto, sia nella scrittura che negli arrangiamenti, anche quest'album ebbe scarsa fortuna dal lato commerciale e non riuscì a entrare in classifica, alimentando così la crescente disillusione di Jackson.
L'idea – poi irrealizzata – di riproporre fedelmente dal vivo gli arrangiamenti di Bump 'n' Grind spinse intanto il bandleader a interpellare Patrick Moraz, tastierista svizzero che egli conosceva e apprezzava già dal 1969: questi declinò l'offerta del tour ma si disse interessato a un eventuale nuovo progetto. A quel punto Jackson, ormai ridotto a finanziare il suo gruppo interamente di tasca propria e perciò economicamente in seria difficoltà, intravide maggior potenziale nella controfferta di Moraz e decise così di sciogliere i Jackson Heights. Nell'ottobre del 1973 i due, assieme all'ex batterista dei Nice Brian Davison, fondarono il trio Refugee.

## Formazione
1970 (album King Progress)
- Lee Jackson – chitarra folk, armonica a bocca, percussioni, voce
- Mario Enrique Covarrubias Tapia – basso elettrico, chitarra classica, voce
- Charlie Harcourt – tastiere, chitarra elettrica, voce
- Tommy Slone – batteria

1971-1973 (gli altri tre album)
- Lee Jackson – basso elettrico, chitarra folk, armonica a bocca, voce
- Brian Chatton – tastiere, voce
- John McBurnie – chitarra, voce

## Discografia
- 1970 – King Progress
- 1972 – The Fifth Avenue Bus
- 1972 – Ragamuffins Fools
- 1973 – Bump 'n' Grind